# Economía de plataformas

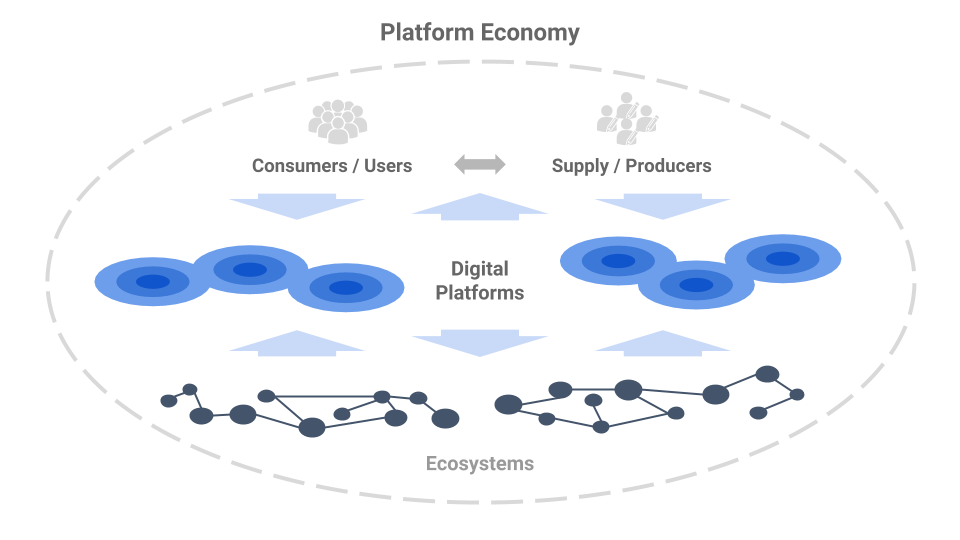
Visualización de economía de plataforma

La economía de plataformas es la actividad económica y social facilitada por plataformas digitales o marcos tecnológicos. Por extensión, una plataforma también es un intermediario que reúne a grupos y promueve intercambios económicos y sociales. Por ejemplo, eBay y Amazon son plataformas de comercio en línea y la tienda de aplicaciones de Apple es una plataforma que conecta a los desarrolladores y consumidores de aplicaciones.
La economía de plataforma se caracteriza por los efectos de red. El atractivo de una plataforma aumenta con el número de sus usuarios. Es por eso que el tamaño de la comunidad de usuarios constituye el mayor activo de una plataforma, más que sus activos físicos. El coautor de una plataforma, Alex Moazed, explica que "las plataformas no poseen los medios de producción, crean los medios de conexión".

## Definición
Según el DEO, la palabra "plataforma" se ha utilizado desde el siglo XVI, tanto en el sentido concreto para referirse a una superficie elevada como a una metáfora. Sin embargo, fue solo en la década de 1990 que el concepto de plataformas económicas comenzó a recibir una atención significativa de los académicos. A principios de los 90, dicho trabajo tendía a centrarse en la innovación o en plataformas de productos, definidas en un sentido amplio que no se centraba en la actividad en línea. Incluso a fines de 1998, había poco enfoque en las plataformas de transacciones, y según los profesores David S. Evans y Richard L. Schmalensee, los académicos no reconocieron el modelo de negocio de la plataforma tal como se entendería en el siglo XXI.
Los precursores de las plataformas económicas digitales contemporáneas se pueden encontrar a lo largo de la historia, especialmente en la segunda mitad del siglo XX. Sin embargo, fue solo en el año 2000 que la metáfora de la "plataforma" comenzó a ser ampliamente utilizada para describir transacciones digitales y plataformas de innovación. Especialmente después de las crisis financieras de 2008, las empresas que operan con un nuevo modelo de negocios de plataforma han logrado controlar rápidamente una parte cada vez mayor de la actividad económica general del mundo, a veces interrumpiendo los negocios tradicionales. Los ejemplos incluyen el declive de BlackBerry y Nokia debido a la competencia de las compañías de plataformas, el cierre de Blockbuster debido a la competencia de la plataforma Netflix, o los muchos otros minoristas tradicionales que se han cerrado en parte debido a la competencia de Amazon y otros minoristas en línea.
El experto en plataformas David S. Evans escribió que en 2015, tres de las cinco principales empresas del mundo utilizaron el modelo de negocio de la plataforma, al igual que siete de las diez empresas más nuevas. Sin embargo, las empresas tradicionales no siempre deben verse perjudicadas por las plataformas; incluso pueden beneficiarse creando sus propias plataformas o utilizando plataformas de terceros existentes. Según una encuesta de 2016 realizada por Accenture, "el 81% de los ejecutivos dice que los modelos de negocio basados en plataformas serán fundamentales para su estrategia de crecimiento dentro de tres años". En el año 2000 solo había un puñado de grandes empresas que podrían describirse como compañías de plataforma. A partir de 2016, había más de 170 empresas de plataformas valoradas en US $ 1 mil millones o más. La creación y el uso de plataformas digitales también está aumentando en los sectores de gobierno y ONG .
El uso de la palabra plataforma en el siglo XXI a veces se refiere únicamente a plataformas en línea como Uber, Airbnb, TaskRabbit, etc. Rochet y Tirole dicen que el primer artículo académico que aborda el modelo de negocio de la plataforma y su aplicación a los emparejadores digitales es la competencia de plataforma en mercados de dos lados. Uno de los primeros libros de investigación de gestión sobre plataformas fue Platform Leadership: How Intel, Microsoft and Cisco Drive Industry Innovation (2002), de Gawer y Cusumano. Una de las académicas responsables de conectar a quienes trabajan en el campo emergente de la investigación sobre plataformas fue la profesora Annabelle Gawer, que en 2008 realizó la primera conferencia internacional sobre plataformas en Londres.
Los académicos de plataformas Baldwin y Woodard, han ofrecido una definición generalizada de plataformas económicas donde el foco estaba en el lado técnico de la plataforma: "un conjunto de componentes estables que apoyan la variedad y la capacidad de evolución en un sistema al restringir el enlaces entre los otros componentes". Woodard y Baldwin han declarado que en un alto nivel de abstracción, la arquitectura de todas las plataformas es la misma: un sistema dividido en un conjunto de componentes centrales con baja variedad y un conjunto complementario de componentes periféricos con alta variedad. Otros lo definen en función de la perspectiva del ecosistema donde el foco estaba en los actores alrededor del ecosistema de la plataforma (por ejemplo, compradores, vendedores). Para obtener más información sobre las definiciones, consulte el documento Plataformas digitales: una revisión y direcciones futuras.
Dicha actividad es más amplia que solo las transacciones comerciales, incluida, por ejemplo, la colaboración en línea en proyectos como Wikipedia. Si bien la erudición en plataformas a veces incluye la discusión de plataformas no digitales, el término "economía de plataforma" a menudo se usa en un sentido que abarca solo plataformas en línea.

### Relación con términos similares
"Economía de plataforma" es uno de varios términos que apuntan a capturar subconjuntos de la economía general que ahora están mediados por la tecnología digital. Los términos se usan con significados diversos ya veces superpuestos; algunos comentaristas usan términos como "economía compartida" o "economía de acceso" en un sentido tan amplio que efectivamente significan lo mismo. Otros académicos y comentaristas intentan establecer distinciones y usan los diversos términos para delinear diferentes partes de la economía digital más amplia. El término "economía de plataforma" puede verse como de alcance más limitado que "economía digital", pero más amplio que términos como "economía bajo demanda", "economía compartida" o "economía de concierto". Varios estudiosos han argumentado que "economía de plataforma" es el término preferible para discutir varios aspectos de los fenómenos digitales emergentes a principios del siglo XXI.

#### Economía digital
El término economía digital generalmente se refiere a todas o casi todas las actividades económicas que dependen de las computadoras. Como tal, se puede ver que tiene el alcance más amplio; abarcando la economía de plataforma, y también actividades digitales no mediadas por plataformas reales. Por ejemplo, las transacciones económicas realizadas únicamente por correo electrónico o intercambios a través de EDI, algunas de las cuales operan entre solo dos compañías, por lo que están demasiado cerradas para ser consideradas plataformas. Algunos académicos hacen una distinción entre plataformas y sitios web anteriores, excluyendo incluso sitios como Craigslist que se utilizan para respaldar transacciones económicas. Dichos sitios pueden considerarse fuera de la economía de la plataforma, no porque estén demasiado cerrados, sino porque están demasiado abiertos para ser clasificados como plataformas.

#### Economía de acceso
La economía de acceso es aquella que incluye modelos de negocio en los que una empresa, con fines comerciales, pone a disposición de un conjunto de usuarios un conjunto de bienes para su uso temporal, adaptándose al tiempo de uso efectivo que requieren dichos usuarios y flexibilizando la localización espacial de los mismos. Se trata de la comercialización del acceso a bienes y servicios de forma temporal (alquiler), no su tenencia. Cuando el propietario de los activos, usa plataformas digitales para comunicarse con el consumidor y ofrecerle el servicio, se dice que forma parte de la economía de plataformas. 

#### Economía colaborativa
El término economía colaborativa también se usa con una amplia gama de ámbitos. Debido a las connotaciones positivas de la palabra "compartir", a varias plataformas que no implican compartir en el sentido tradicional de la palabra todavía les gusta definirse como parte de la economía compartida. Sin embargo, los comentaristas académicos y algunos comentaristas populares definen la economía compartida como una actividad que solo incluye transacciones entre pares; en estas definiciones limitadas, la mayor parte de la economía de la plataforma está fuera de la economía compartida.

#### Economía del Gig
La economía gig refiere a varias formas de trabajo temporal. La frase a veces se usa con un alcance amplio, para incluir el trabajo tradicional fuera de línea temporal y por contrato; en ese sentido, partes de la economía del concierto están fuera de la economía de la plataforma. En el sentido estricto de la frase, la economía del concierto se refiere únicamente al trabajo mediado por plataformas de mercado laboral en línea, por ejemplo PeoplePerHour. En este sentido limitado, una subdivisión importante es entre el trabajo de concierto local y remoto. Los conciertos locales requieren que el trabajador esté presente en persona como es el caso de Uber o la mayoría del trabajo de TaskRabbit. Para el trabajo a distancia, también conocida como la "nube humana", las tareas pueden estar en cualquier lugar hecho en el mundo, como es generalmente el caso de Mechanical Turk o el oDesk plataforma. Un estudio de 2017 estimó que en todo el mundo, alrededor de 70 millones de personas se han registrado en las plataformas laborales remotas.

## Historia

### Era previa a internet
Las empresas que operan con algunos de los principios que sustentan las plataformas digitales contemporáneas han estado en funcionamiento durante milenios. Por ejemplo, los casamenteros que ayudaron a hombres y mujeres a encontrar parejas matrimoniales adecuadas operaron en China desde al menos 1100 a. C. Los intercambios de granos de la antigua Grecia se han comparado con las plataformas transaccionales contemporáneas, al igual que las ferias medievales. Los ejemplos de plataformas de innovación también son anteriores a la era de Internet. Tales como regiones geográficas famosas por tipos particulares de producción, instituciones como Harvard Business School o la plataforma tecnológica Wintel que se hizo prominente en la década de 1980.

### A partir de Internet
La viabilidad de las plataformas de transacciones a gran escala se incrementó enormemente debido a las mejoras en la comunicación y la conectividad provocadas por Internet. Las plataformas de mercado en línea como Craigslist y eBay se lanzaron en la década de 1990. Los precursores de las redes sociales modernas y las plataformas de colaboración en línea también se lanzaron en la década de 1990, con plataformas más exitosas como Myspace y Wikipedia que surgieron a principios de la década de 2000. Después de la crisis financiera de 2007–08, los nuevos tipos de plataformas en línea han cobrado importancia, incluidas las plataformas de intercambio de activos como Airbnb y las plataformas del mercado laboral como TaskRabbit .

## Modelo de negocio
El modelo de negocio en general implica sacar provecho de una plataforma que permite que dos o más grupos de usuarios interactúen. Este modelo es anterior a internet. Por ejemplo, un periódico con una sección de anuncios clasificados utiliza efectivamente el modelo de negocios de plataforma. La aparición de la tecnología digital ha multiplicado el modelo, aunque de ninguna manera es un camino seguro hacia el éxito. Si bien las empresas más exitosas pueden lograr en pocos años valoraciones multimillonarias, junto con una lealtad a la marca comparable a la de las empresas tradicionales más grandes, la mayoría de las nuevas empresas de plataformas fracasan.
Algunas empresas se dedican al modelo de negocio de plataforma. Otras compañías pueden operar sus propias plataformas y aun así ejecutar gran parte de su negocio en modelos más tradicionales. Es posible que un tercer conjunto de empresas no ejecute su propia plataforma, pero aun así tenga una estrategia de plataforma para utilizar plataformas de terceros. Según una encuesta de 2016 realizada por Accenture, "el 81% de los ejecutivos dice que los modelos de negocio basados en plataformas serán fundamentales para su estrategia de crecimiento dentro de tres años".
Algunos de los principios que rigen las operaciones de las plataformas difieren considerablemente con los modelos comerciales tradicionales. La venta de productos o servicios es fundamental para la mayoría de las empresas tradicionales, mientras que para las plataformas, el enfoque principal es conectar a diferentes grupos de usuarios. Por ejemplo, una compañía tradicional de mini taxis vende servicios de taxi, mientras que una compañía de plataforma podría conectar a los conductores con los pasajeros.

### Efectos de red
Otra característica distintiva del modelo de negocio de plataforma es que enfatiza los efectos de red y la interdependencia de la demanda entre los diferentes grupos que usan la plataforma. Entonces, con un negocio de plataforma, a menudo tiene sentido proporcionar servicios gratuitos a un lado de la plataforma, por ejemplo, a los usuarios de un servicio de redes sociales como Facebook. El costo de este subsidio está más que compensado por la demanda adicional que genera una gran base de usuarios para el lado o los generadores de ingresos de la plataforma (por ejemplo, anunciantes).

### Ecosistemas
Según los autores Alex Moazed y Nicholas L. Johnson, BlackBerry Limited (anteriormente RIM) y Nokia perdieron una participación de mercado masiva frente a Apple y Android de Google a principios de la década de 2010, ya que RIM y Nokia estaban actuando como compañías de productos en un mundo ahora más adecuado a plataformas. Como el ex CEO de Nokia, Stephen Elop, escribió en 2011 "Ni siquiera estamos luchando con las armas adecuadas... La batalla de los dispositivos se ha convertido en una guerra de ecosistemas".
En el contexto de las plataformas digitales, los ecosistemas son colecciones de actores económicos no controlados por el propietario de la plataforma, pero que agregan valor de formas que van más allá de ser un usuario habitual. Un ejemplo común es la comunidad de desarrolladores independientes que crean aplicaciones para una plataforma, como los muchos desarrolladores (tanto particulares como empresas) que crean aplicaciones para Facebook. Con Microsoft, los componentes importantes de su ecosistema incluyen no solo desarrolladores, sino también fabricantes de periféricos de computadoras y hardware, así como proveedores de mantenimiento y capacitación. Una empresa tradicional que se embarca en una estrategia de plataforma tiene una ventaja para crear un ecosistema si ya tiene una lista de socios, alianzas y/o revendedores. Una empresa nueva que busca hacer crecer un ecosistema podría exponer elementos de su plataforma a través de APIs disponibles públicamente. Otro enfoque es tener una facilidad de registro de asociación fácilmente accesible, con la oferta de beneficios gratuitos o subsidiados para los socios.
Los propietarios de plataformas generalmente intentan promover y apoyar a todos los actores importantes en sus ecosistemas, aunque a veces hay una relación competitiva entre el propietario y algunas de las empresas de su ecosistema.

## Tipología

### Según su actividad
Los académicos han reconocido que las plataformas son difíciles de clasificar debido a su variedad. Un enfoque relativamente común es dividir las plataformas en cuatro tipos, en función de las formas principales en que agregan la utilidad, en lugar de preocuparse por qué sectores particulares sirven. Estos cuatro tipos son: transacción, innovación, integración e inversión. Se discuten otras formas de categorizar plataformas digitales.
- Plataformas de transacciones: También conocidas como mercados de dos lados, mercados de múltiples lados o empresas de emparejamiento digital, las plataformas de transacciones son el tipo de plataforma más común. Estas plataformas a menudo facilitan diversas formas de compra y venta en línea, aunque a veces la mayoría o todas las transacciones admitidas por la plataforma sean gratuitas.[35]
- Plataformas de innovación: Las plataformas de innovación proporcionan una base tecnológica, que a menudo incluye un conjunto de estándares comunes, sobre los cuales un ecosistema de terceros puede desarrollar productos y servicios complementarios para revender a los consumidores y otras empresas. Ejemplos de compañías de plataformas incluyen Microsoft e Intel.[35] Las plataformas de innovación a menudo estimulan la innovación del ecosistema.[36]
- Plataformas integradas: Las plataformas integradas combinan características de las plataformas de transacción e innovación. Apple, Google y Alibaba se han clasificado como plataformas integradas. Varias compañías de plataformas integradas operan múltiples plataformas discretas y también podrían describirse como "conglomerados de plataformas",[35] mientras que otras están más integradas y obtienen sinergias de la combinación de plataformas de innovación y transacción.[37]

### Según su titularidad
- Sector privado: La mayoría de las plataformas ampliamente utilizadas son propiedad del sector privado. En la encuesta de 2016 de la CME de empresas de plataformas valoradas en más de $ 1 mil millones, se encontraron un total de 107 empresas privadas, frente a 69 empresas públicas (públicas en el sentido de ser sector privado, pero cotizadas en bolsa ). Si bien son más numerosas, las empresas privadas tienden a ser más pequeñas, con un valor total de mercado de $ 300 mil millones, en comparación con $ 3,900 mil millones para las empresas que cotizan en bolsa.[35]
- Sector público: Algunas plataformas digitales están a cargo de instituciones multilaterales, gobiernos nacionales y organismos municipales locales.[38][39]
- Sector asociativo: El cooperativismo de plataformas implica plataformas de propiedad mutua, que se ejecutan "de abajo hacia arriba" por las personas involucradas. A veces, estas plataformas pueden competir efectivamente por negocios con las plataformas de propiedad privada. En otros casos, el cooperativismo de plataforma busca ayudar a la gente común a opinar sobre las cuestiones políticas del día, posiblemente apoyando la interacción con el gobierno local.[40][41]

## Distribución global
Las plataformas a veces se estudian a través de la lente de sus diferentes distribuciones e impacto en las regiones geográficas del mundo. Algunos trabajos iniciales especularon que el auge de la economía de plataforma podría ser un nuevo medio por el cual Estados Unidos podría mantener su hegemonía. Si bien las compañías de plataformas más grandes por capitalización de mercado permanecen en los EE. UU., Las plataformas con sede en India y Asia se están poniendo al día rápidamente, y varios autores que escribieron en 2016 y luego tomaron la opinión opuesta, especulando que la economía de plataformas ayudará a acelerar un cambio de poder económico hacia Asia

### África

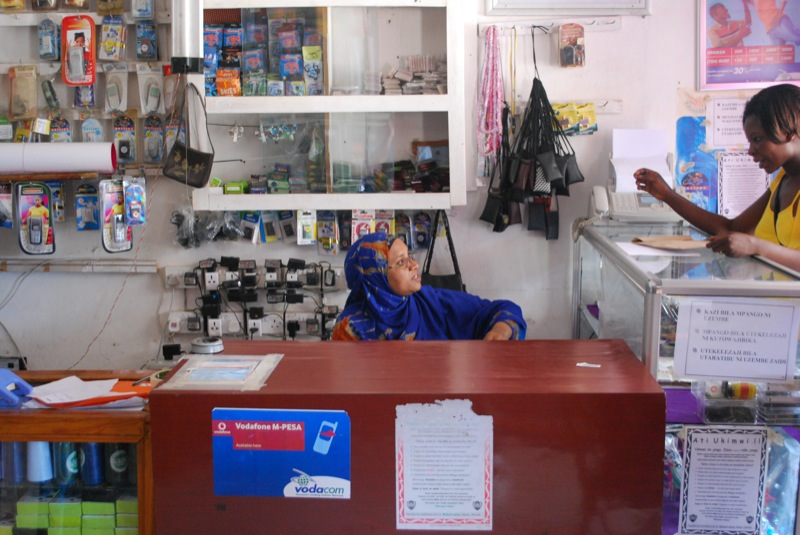
Un agente de M-Pesa en Tanzania. La plataforma M-Pesa proporciona una forma de inclusión financiera para personas sin cuentas bancarias. Pueden enviar y recibir crédito en teléfonos móviles SMS baratos, luego intercambiar el crédito por efectivo o bienes en numerosas tiendas y quioscos, que son mucho más comunes que las sucursales bancarias en gran parte de África.

Se han lanzado numerosas plataformas exitosas en África, varias de las cuales han sido desarrollos propios. A principios de la década de 2010, periodistas, académicos y trabajadores del desarrollo informaron que África ha liderado el mundo en algunas tecnologías relacionadas con plataformas, como "saltar" las aplicaciones tradicionales de Internet de línea fija e ir directamente al desarrollo de aplicaciones móviles. En el campo del dinero móvil, por ejemplo, fue el éxito de M-Pesa de Kenia lo que llevó la tecnología a la atención mundial.
Se han introducido sistemas similares en otras partes de África, por ejemplo, m-Sente en Uganda. M-Pesa se ha expandido fuera de África a Asia y Europa del Este. El sistema permite a las personas que solo tienen teléfonos móviles con capacidad de SMS baratos enviar y recibir dinero. Ushahidi es otro conjunto de tecnologías desarrolladas en África y ampliamente utilizado en plataformas para ofrecer diversos beneficios sociales. Si bien muchas plataformas en África son accesibles solo por SMS, la captación de teléfonos inteligentes también es alta, y el FT informó en 2015 que la adopción de Internet móvil está ocurriendo al doble de la tasa global. En comparación con otras regiones, puede haber habido menos efectos negativos causados por las plataformas en África, ya que ha habido menos infraestructura económica heredada, lo que también ha brindado la oportunidad de construir nuevos sistemas desde la "zona cero". Aunque algunas empresas heredadas aún se han visto afectadas por el auge de las plataformas en África, a veces solo las empresas más productivas pueden superar las barreras para la adopción de tecnologías digitales.

### Asia
La encuesta global de 2016 descubrió que Asia albergaba la mayor cantidad de compañías de plataformas con una capitalización de mercado de más de U$S 930 mil millones. Gran parte de las empresas de plataformas de Asia se concentran en centros ubicados en Bangalore y Hangzhou. Más específicamente, según la encuesta regional de 2016, China representó significativamente el 73% de la capitalización de mercado, mientras que el noreste de Asia, India y ASEAN tuvieron el 22%, 4% y 1% respectivamente. Dentro de China, las plataformas locales tienden a dominar en toda la economía de plataformas, y la mayoría de las grandes plataformas estadounidenses están prohibidas. eBay pudo comerciar en China, pero mantuvo una cuota de mercado relativamente pequeña en comparación con las plataformas de comercio electrónico chinas y finalmente cerró sus operaciones en 2006. En 2018, Tmall (Alibaba) tomó la proporción mayoritaria de la participación del mercado de comercio electrónico en China en 61.5%, seguido de JD en 24.2%. Fuera de China, las plataformas con sede en Asia han experimentado un rápido crecimiento en áreas relacionadas con el comercio electrónico, pero no tanto en las redes sociales y la búsqueda. Facebook, por ejemplo, es la plataforma de redes sociales más popular incluso en India, un país con varias grandes plataformas locales, mientras que en Myanmar, el New York Times describió a Facebook como "tan dominante que para muchas personas es Internet en sí misma". En 2016, el noreste de Asia, que consiste en Japón y Corea, tenía 17 compañías de plataforma con una capitalización colectiva de mercado de U$S 244 mil millones; Las cinco principales compañías de plataformas y su origen fueron Softbank (Tokio, Japón), Yahoo Japón (Tokio, Japón), Nintendo (Tokio, Japón), Naver (Seongnam, Corea del Sur) y Rakuten (Tokio, Japón). India tenía menos compañías de plataformas que el noreste de Asia. Hubo 9 compañías de plataformas principales con una capitalización colectiva de mercado de U$S 39 mil millones y las plataformas más grandes fueron dos compañías de comercio electrónico Flipkart y Snapdeal. La menor cantidad de cuota de mercado fue para el sudeste asiático, donde se encontraban tres compañías de plataforma, Garena (Singapur), Grab (Malasia) y GO-JEK (Indonesia) que colectivamente tenían una capitalización de mercado de U$S 7 mil millones.

### Europa
Europa alberga una gran cantidad de empresas de plataformas, pero la mayoría son bastante pequeñas. En términos de compañías de plataformas que fueron valoradas en más de U$S 1 mil millones, se encontró que Europa tenía solo 27 en la encuesta global de 2016. Muy por delante de África y América del Sur, pero muy por detrás de Asia y América del Norte.

### Norteamérica

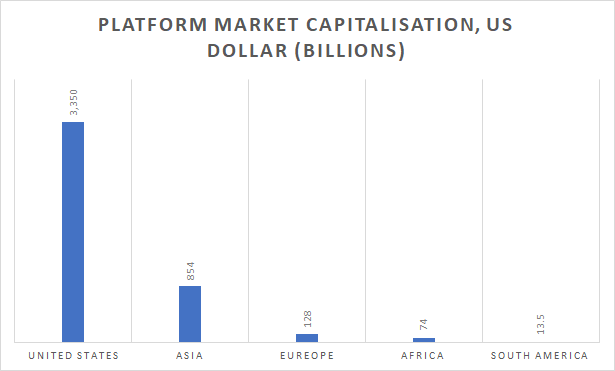
Capitalización de mercado de compañías de plataformas agrupadas por región, según datos de 2015 de las Naciones Unidas. El panorama tecnológico global cambia rápidamente, y todos los datos comparativos aquí deben considerarse como una instantánea histórica.

En América del Norte, en particular en los Estados Unidos, se localizan las cinco principales compañías de plataformas globales del mundo: Google, Amazon, Apple, Facebook e IBM. Una encuesta global de 2016 de todas las compañías de plataformas con una capitalización de mercado de más de mil millones de dólares, encontró que 44 de estas compañías tienen su sede en el área de la Bahía de San Francisco, y esas compañías tienen un valor total de 2.2 billones de dólares, lo que representa el 52% del valor total mundial de dichas compañías de plataforma. En general, Estados Unidos tenía 63 compañías de plataformas valoradas en más de mil millones, y Canadá tenía una. Si bien Norteamérica tiene empresas de plataforma menos grandes que Asia, es el líder claro en términos de capitalización de mercado general y en tener empresas de plataforma con un alcance global.

### Sudamérica
Según datos de principios de 2016, solo tres empresas de plataformas locales con una capitalización de mercado superior a U$S mil millones habían surgido en América del Sur: estas son MercadoLibre, Despegar.com y B2W. Sin embargo, el continente alberga muchas empresas de nueva creación. En Brasil, el idioma portugués brinda una ventaja a las empresas locales, con una escena de inicio especialmente activa en São Paulo . Argentina ha sido el más exitoso en la creación de plataformas utilizadas fuera de sus propias fronteras, con el mercado interno relativamente pequeño de los países alentando una perspectiva más global de sus empresas de plataforma de inicio.
Con una alta proporción de trabajadores ya empleados de manera informal, la economía basada en plataformas no ha crecido tan rápido en América del Sur como en otros lugares. Aunque desde una perspectiva progresista, académicos como Adam Fishwick han notado que la tradición de América Latina de activismo organizado por los trabajadores puede tener lecciones valiosas para los trabajadores en otros lugares que buscan formas de mitigar los efectos a veces adversos de las plataformas en su seguridad económica.

## Crítica
Con la creciente centralidad de las plataformas digitales para la economía global después de la crisis financiera de 2008, hubo una intensificación del interés en evaluar su impacto en la sociedad y la economía en general. Se han llevado a cabo cientos de revisiones: realizadas por académicos, grupos de expertos, gobiernos y organizaciones transnacionales como la UE. Muchas de estas revisiones se centraron en la economía general de la plataforma, otras en áreas más estrechas, como la economía del concierto o el impacto psicológico de las plataformas de redes sociales en los individuos y las comunidades.
Gran parte de la evaluación inicial fue muy positiva, a veces incluso teniendo una visión "utópica" sobre los beneficios de las plataformas. Se ha argumentado y hasta cierto punto demostrado que las plataformas pueden mejorar el suministro de servicios, mejorar la productividad, reducir los costos, reducir las ineficiencias en los mercados existentes, ayudar a crear mercados completamente nuevos, aumentar la flexibilidad y la accesibilidad del mercado laboral para los trabajadores, y ser especialmente útil por países menos desarrollados. Tanto el FMI como el Banco Mundial, por ejemplo, han sugerido que los países e industrias que más rápidamente adoptan nuevas tecnologías de plataforma logran el crecimiento más rápido y sostenible.
Varios argumentos cuestionan las plataformas. Estos incluyen que las plataformas pueden contribuir al desempleo tecnológico y aceleran la sustitución de trabajos tradicionales por formas precarias de empleo con menos protección laboral. Que pueden contribuir a la disminución de los ingresos fiscales. El uso excesivo de plataformas puede ser, además, psicológicamente perjudicial y corrosivo para las comunidades. Que pueden aumentar la desigualdad. Que pueden reproducir patrones de racismo. Que las plataformas tienen un impacto neto negativo en el medio ambiente.

### Reacción posterior a 2017
Hasta 2017, la mayoría de las evaluaciones generales de la economía de la plataforma fueron en gran medida positivas sobre sus beneficios para la sociedad en general. Hubo algunas excepciones, un endurecimiento general de las actitudes hacia las plataformas por parte de algunos comentaristas y reguladores había sido detectable al menos desde principios de 2015. Hubo algunas opiniones críticas, como la de Evgeny Morozov, quien en 2015 describió la mayoría de las plataformas como "parasitarias: alimentándose de las relaciones sociales y económicas existentes".
Esto comenzó a cambiar en 2017. En todo el mundo, las plataformas privadas más grandes estuvieron sujetas a cuestionamientos cada vez mayores sobre su papel y responsabilidades en expansión.
En los Estados Unidos, el Financial Times informó un marcado cambio de actitudes hacia las plataformas en línea en todo el espectro político estadounidense, desencadenado por su "gran tamaño y poder". Según los informes, entre los demócratas estadounidenses, los líderes de las grandes compañías de plataformas pasaron de ser "héroes a parias" en solo unos meses. También ha habido una creciente hostilidad hacia las grandes compañías de plataforma por parte de algunos miembros de la derecha estadounidense. Figuras de alto perfil como Steve Bannon y Richard Spencer han abogado por la ruptura de grandes compañías tecnológicas, y se informó que más republicanos dominantes se postularán para las elecciones legislativas de 2018 con entradas contra la gran tecnología.
También hubo una mayor atención crítica hacia las plataformas más grandes de los reguladores europeos y chinos. En el caso de China, donde varias de las plataformas de propiedad estadounidense más grandes ya estaban prohibidas, la atención se centró en sus plataformas nacionales más grandes, y los comentaristas expresaron su preocupación de que se hayan vuelto demasiado poderosos.
Muchas críticas recientes se centran en que las plataformas principales son demasiado grandes; poderosas; anticompetitivas; perjudiciales para la democracia; y perjudiciales para la salud mental de los usuarios. En diciembre de 2017, Facebook mismo admitió que el consumo pasivo de las redes sociales podría ser perjudicial para la salud mental, aunque dicho compromiso activo puede ser útil. En enero de 2018, Facebook realizó cambios importantes para aumentar la participación de los usuarios. En febrero de 2018, Unilever, uno de los principales gastadores del mundo en publicidad, amenazó con retirar anuncios de plataformas digitales si "crean división, fomentan el odio o no protegen a los niños".
A pesar de las recientes críticas de los medios y los políticos, las grandes plataformas privadas tienden a seguir siendo "tremendamente populares" entre los consumidores comunes. Después de que las principales compañías de plataformas de EE. UU. Revelaran un alto crecimiento de los ingresos del primer trimestre a fines de abril de 2018, el Financial Times informó que no se vieron afectadas por la reacción violenta, en una "demostración impresionante de su poder de plataforma". Si bien reconocen que existen riesgos, muchos comentaristas e instituciones en general siguen siendo muy positivos sobre el potencial de las plataformas para capacitar a las personas comunes para mejorar sus vidas y beneficiar a la sociedad.

## Regulación
Durante sus primeros años, las plataformas digitales tendieron a disfrutar de una regulación ligera, a veces beneficiándose de medidas destinadas a ayudar a las empresas incipientes de Internet. La naturaleza "inherentemente transfronteriza" de las plataformas ha hecho que sea difícil regularlas, incluso cuando ha existido voluntad política. Otra dificultad ha sido la falta de consenso sobre qué constituye exactamente la economía de plataforma. Con la mayoría de las plataformas grandes concentradas en China o EE. UU., se plantean dos enfoques contrastantes de regulación. En los Estados Unidos, las plataformas se han dejado desarrollar en gran medida libres de regulación estatal. En China, si bien las grandes empresas de plataformas como Tencent o Baidu son de propiedad privada, están estrictamente controladas y también protegidas por el estado contra la competencia extranjera, al menos en su mercado local.
Se habla de que está desarrollándose una "tercera vía" de regulación en Europa, menos laissez-faire que el enfoque en los Estados Unidos, pero menos restrictiva que el enfoque en China. También se exploran posibilidades de corregulación, donde los reguladores públicos y las propias compañías de plataforma cooperan para diseñar y hacer cumplir la regulación. En marzo de 2018, la UE publicó directrices sobre la eliminación de contenidos ilegales de las plataformas de redes sociales, sugiriendo que si las compañías de plataformas no mejoran su autorregulación, nuevas normas entrarán en vigencia a nivel de la UE antes de fin de año.
Los sindicatos nuevos y existentes han comenzado a involucrarse cada vez más en la representación de los trabajadores que participan en el mercado laboral de la economía de la plataforma. Dado que el trabajo en plataformas remotas ha creado lo que en realidad es un mercado laboral planetario, la fundación Fairwork está llevando a cabo un intento de fomentar condiciones de trabajo adecuadas a escala mundial. Fairwork busca avanzar hacia condiciones mutuamente aceptables con la cooperación de propietarios de plataformas, trabajadores, sindicatos y gobiernos.